# アイ・キャント・エクスプレイン
「アイ・キャント・エクスプレイン」（I Can't Explain）は、イギリスのロック・バンド、ザ・フーの楽曲。作詞・作曲はメンバーのピート・タウンゼントによる。バンド名をザ・ハイ・ナンバーズからザ・フーに変更した上での再デビュー・シングルとしてリリースされ、スタジオ・アルバムには収録されなかった。1964年にアメリカで発売された後、1965年には母国イギリスでもリリースされた。

## 背景
キンクスのサウンドを意識して作られた曲とされており、ロジャー・ダルトリーは後年、この曲がキンクスの音楽性を思い起こさせることから「レコーディングする時は、ちょっとためらいがあった」と語っている。
ジ・アイヴィー・リーグがバック・コーラスを担当し、更にジミー・ペイジもリズムギターで参加した。プロデューサーのシェル・タルミーが2012年に『クラシック・ロック』誌のインタビューで語ったところによれば、ピート・タウンゼントがリードギター、ペイジがリズムギターという役割分担だったが、タルミーは当時のタウンゼントをあくまでリズム・ギタリストと捉えていたため、安心材料としてペイジを待機させていたという。また、シングルのB面に収録された「ボールド・ヘッデッド・ウーマン」では、ペイジがファズ・ギターを弾いている。
1964年にアメリカで先行発売されたシングルの初回プレス盤は、タイトルが「Can't Explain」と誤記されており、すぐに正しいタイトルに修正された。

## 反響・評価
「アイ・キャント・エクスプレイン」は全英シングルチャートに13週チャート・インして、最高8位を記録するヒット曲となった。また、アメリカのBillboard Hot 100でもチャート・インを果たすが、最高93位に終わっている。
ローリング・ストーンの選ぶオールタイム・グレイテスト・ソング500では380位にランク・イン。また、ピッチフォーク・メディアのスタッフが2006年に選出した「1960年代の偉大な200曲」では9位にランク・インした。

## カヴァー

### スコーピオンズ
ドイツのヘヴィメタル・バンド、スコーピオンズは、オムニバス・アルバム『Stairway to Heaven/Highway to Hell』（1989年）にブルース・フェアバーンのプロデュースによる「アイ・キャント・エクスプレイン」のカヴァーを提供。このカヴァーは、スコーピオンズのベスト・アルバム『蠍伝説〜スコーピオンズ・ベスト』（1989年）や、日本盤EP『ウィンド・オブ・チェンジ』（1991年）にも収録された。また、シングルとしてもリリースされているが、アメリカ盤のジャケットでは原題と同様「I Can't Explain」と表記されているのに対し、ヨーロッパ盤のジャケットでは「Can't Explain」と表記されている。ヨーロッパでは変形ディスク仕様のピクチャー・レコードも発売された。
スコーピオンズのヴァージョンは、アメリカでは『ビルボード』のメインストリーム・ロック・チャートで5位に達した。

#### 収録曲
ヨーロッパ盤
1. Can't Explain
2. Lovedrive
3. China White（12インチ・シングルのみ）

アメリカ盤CDシングル
1. I Can't Explain
2. Blackout
3. Hey You

### その他のカヴァー
- デヴィッド・ボウイ - カヴァー・アルバム『ピンナップス』（1973年）に収録。
- イヴォンヌ・エリマン - アルバム『フード・オブ・ラヴ』（1973年）に収録。
- スナッフ - EP『Flibbidydibbidydob』（1990年）に収録。
- イギー・ポップ - トリビュート・アルバム『Who Are You: An All-Star Tribute to The Who』（2012年）に提供[15]。